# KUKA
A KUKA Industrial Robots é um dos líderes mundiais na fabricação de robôs industriais e sistemas de automação. KUKA Roboter GmbH tem mais de 25 filiais em todo o mundo, escritórios regionais e integradores de robôs nos EUA, México, Brasil, Japão, e China, Coreia, Taiwan, Índia, além de prestar assistência aos clientes localizados na Europa. O nome da empresa KUKA é uma abreviatura de Keller und Knappich Augsburg e ao mesmo tempo é uma marca registrada de robôs industriais, além de outros produtos da companhia.

## História da empresa
A KUKA foi fundada em 1898 em Augsburgo, Alemanha. Seus fundadores foram Josef Keller e Jakob Knappich. Inicialmente concentraram-se na iluminação pública e das casas, mas logo voltaram sua atenção para outras coisas (instalações e ferramentas de solda, embalagens e recipentes). 
Em 1966 a empresa foi líder europeia na produção de veículos de assitência urbana.
Em 1973, a KUKA construiu o seu primeiro robô industrial, denominado FAMULUS, trabalho pioneiro da época. Então a companhia pertencia ao grupo Quandt. Mas em 1980 a família Quandt afastou-se e a companhia convertiu-se em empresa pública. Com KUKA Schweissanlagen + Roboter GmbH apareceu a técnica de robôs em 1995. Hoje a KUKA oferece soluções avançadas para a automação de processos industriais de produção. A empresa faz parte do KUKA AG (anteriormente IWKA Grupo).

## Dados da empresa

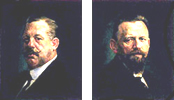
A empresa foi fondada em 1898 por Johann Josef Keller e Jacob Knappich

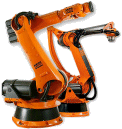
Robôs Industriais da KUKA

A sede principal da KUKA Roboter GmbH, com mais de 3150 funcionários no mundo, fica em Augsburg (dados do 30.09.2012). Os clientes da empresa são principalmente do setor da indústria automotiva, mas cada vez são mais freqüentes os clientes procedentes de outros setores (indústria geral) além da indústria automotiva.

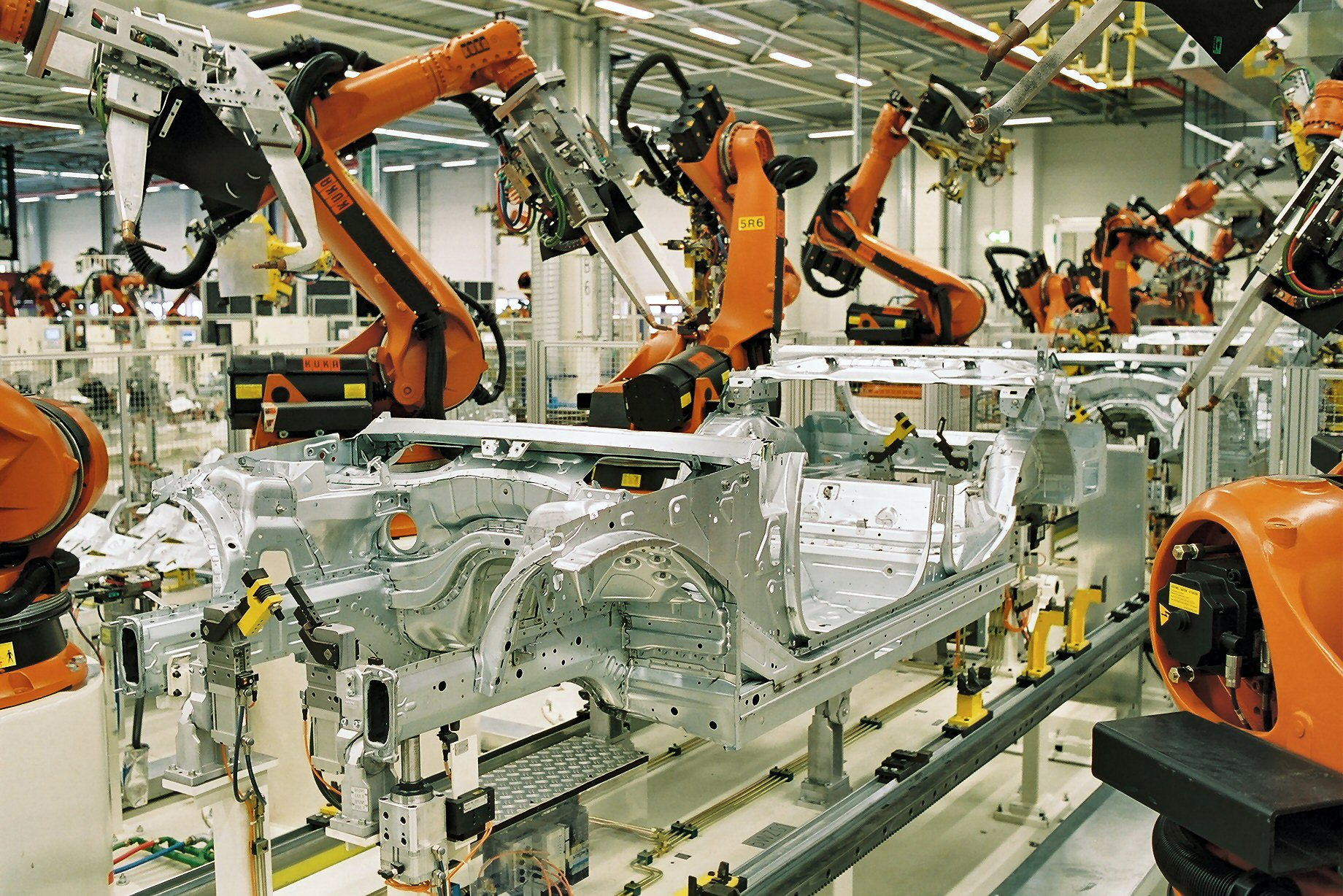
Indústria automotiva: Soldagem ponto em automóveis

## Desenvolvimentos importantes
1971 – Construiu-se a primeira linha de trasferência de solda da Europa com robôs para a Daimler Benz.
1973 -  A KUKA construiu o primeiro robô do mundo a ter 6 eixos acionados eletromecánicamente, denominado FAMULUS.
1976 - IR 6/60 – A KUKA decide desenvolver uma inovação em matéria de robôs: o IR 6/60. Possui seis eixos acionados eletromecanicamente, além de ser equipado com punho angular.
1989 - A nova geração de robôs industrial, equipados com novos motores de acionamento sem escova. Ela se distingue por um gasto com manutenção muito reduzido e por uma alta disponibilidade técnica. 
2007 - O "titan" da KUKA consegue se segurar entre os mais poderosos. É o maior e mais potente robô industrial de seis eixos em todo o mundo. Para a KUKA Roboter GmbH ele significa a entrada no Guiness, o livro dos recordes.
2010 – Com a nova série de robôs QUANTEC, uma única família de robôs, consegue, pela primeira vez, cobrir por completo a faixa de capacidade de carga de 90 a 300 kg, num alcance de até 3.100 mm.
2012 – A KUKA apresenta a nova gama de robôs de pequeno porte KR AGILUS no mercado.

## Informação de sistemas e campos de aplicações

### Informação de sistemas
O software da KUKA é o sistema operacional, e com isso, a peça chave de toda a manipulação. No mesmo estão guardadas todas as funções principais que são necessárias para o fucionamento do sistema robótico.
Os robôs são equipados com um painel de controle integrado com 6D mouse e uma resolução de tela de 640 x 480 pixels, o que se move com o manipulador, as posições são guardados (TouchUp) ou módulos, funções, listas de dados entre outros, que podem ser criadas e transformadas. Para que procedimentos de movimentação dos eixos possam ser efetuados é necesario utilizar o interruptor afirmativo que se encontra na parte traseira do painel de controle (KUKA ControlPanel [KCP]). (Atualmente apenas função de segurança). A conexão com o controlador VGA é uma interface e um barramento CAN.
No gabinete de controle encontra-se um computador industrial, que por meio de um cartão com o MFC, comunica com o sistema robótico. Sinais de controle entre o manipulador e controle são fornecidos pelo EED chamado RDW ligação. O cartão EED está no gabinete de controle, enquanto que o cartão RDW encontra-se no robô.
Os comandos do antigo modelo, tipo KRC1 eram fornecidos com o Windows 95, que decorreu um software baseado em VxWorks. Os periféricos incluindo um CD-ROM, uma unidade de disquetes, e uma interface opcional para Ethernet, Profibus, Interbus, DeviceNet, ou ASI.
Os controles do modelo atual, o tipo KRC2, controle universal para todos os robôs da KUKA, são oferecidos hoje com o Windows XP, incluindo um CD-ROM, portas USB, uma porta Ethernet opcional e interfaces para Profibus, Interbus, DeviceNet ou Profinet.
A cor com a qual a maioria dos robôs são oferecidos são laranja (RAL 2003) - preto.

### Aplicações
As aplicações dos robôs industriais são muito numerosas. Os robôs industriais fabricados pela KUKA são utilizados em vários setores industriais para trabalhar materiais, movimentação de máquinas, manipulação, paletização, trabalhos de soldagem ponto ou soldagem arco, embalagem, processamento entre outras tarefas de automação.
Os robôs industriais KUKA são empregados por várias empresas automobilísticas como GM, Chrysler, Ford, Porsche, BMW, Audi, Mercedes-Benz, Volkswagen, Harley-Davidson, bem como pelas empresas Boeing, Siemens, IKEA, Wal-Mart, Nestlé, Budweiser e Coca-Cola. Alguns exemplos de aplicações são:
- Indústria do transporte:

No transporte de cargas pesadas os robôs industriais podem cumprir uma função importante. Geralmente se usam para a carga e o posicionamento livre.
- Indústria alimentícia:

Os robôs da KUKA também se utilizam na indústria de alimentos. Eles ajudam os funcionários e as máquinas de modo fiável em tarefas complicadas, como, por exemplo, a carga e descarga de máquinas embaladoras, cortar carnes, empilhamento e paletização e no controle de qualidade. 

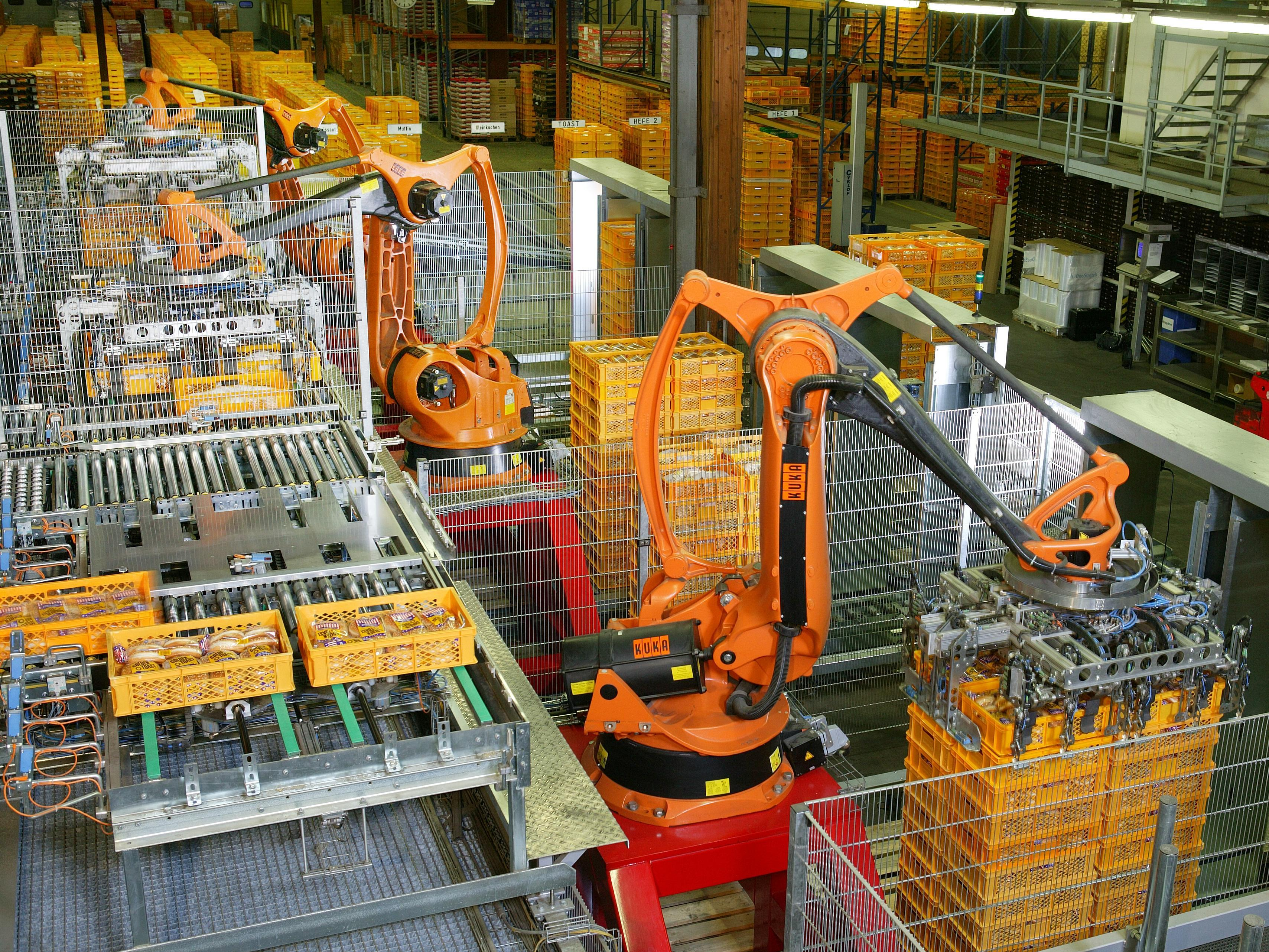
Indústria alimentícia: paletizar e embalagem de pão.

- Indústria da construção:

Na indústria da construção há aplicações muito variadas: os robôs servem tanto para o fluxo de material quanto para os processos de transformação e fabricação eficaces.

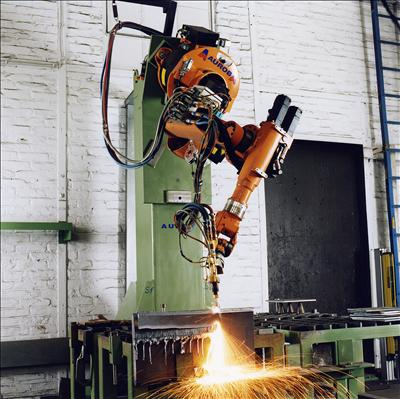
Indústria da construção: Fabricação de pontes de aço, corte de aço.

- Indústria vidreira:

Os robôs realizam etapas de trabalho especiais, como o processamento térmico de vidro e vidro de sílica na fabricação de vidros de laboratório, operações de colagem e conformação e fabricação de produtos padrão e de série.

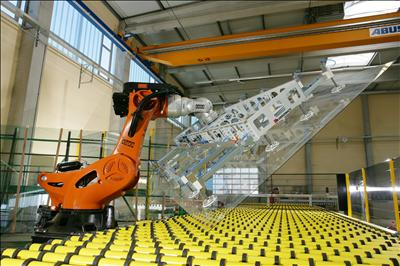
Indústria vidreira: manuseio de lâminas de vidro, robô de carga pesada com 1,000 kg de carga

- Indústria de fundição e forja:

Os robôs trabalham junto com as máquinas de fundição, dentro e acima delas. São resistentes ao calor e a suciedade. Os robôs da KUKA também se aplicam nos processos de produção e de transformação, como por exemplo a rebarbagem, raspagem ou perfuração, além dos processos de controle de qualidade.

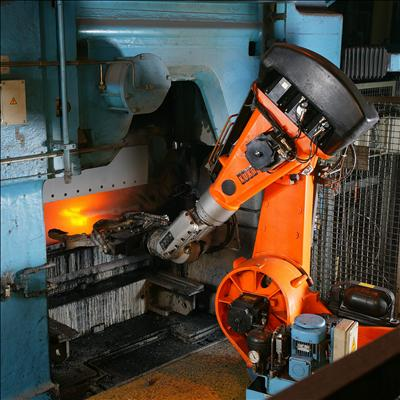
Fundição automação com robô.

- Indústria madereira:

A raspagem, fresado, perfuração, serramento, paletização ou classificação são tarefas que podem ser feitas por robôs. 

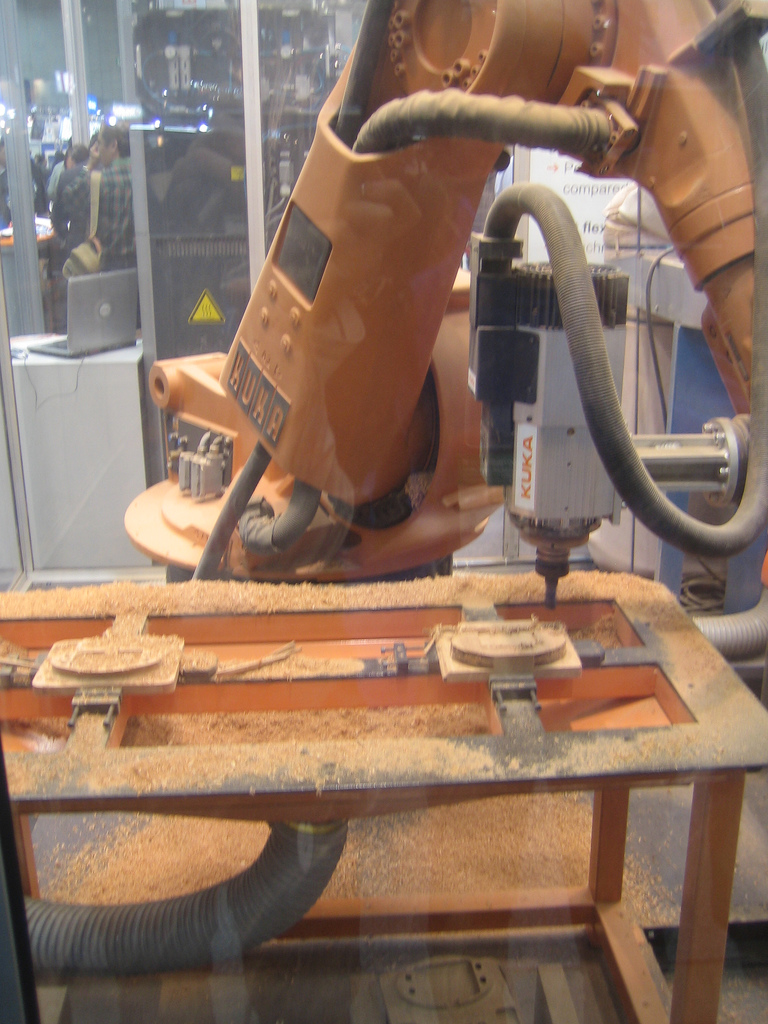
Processamento de madeira: Fresa e corte CNC, fresa CNC.

- Manipulação de metais:

Os principais setores de trabalho são processos de manipulação como perfurar, fresar, serrar, estampar ou dobrar. O robôs também são utilizados nos processos de fundição, montagem, e carga e descarga. 

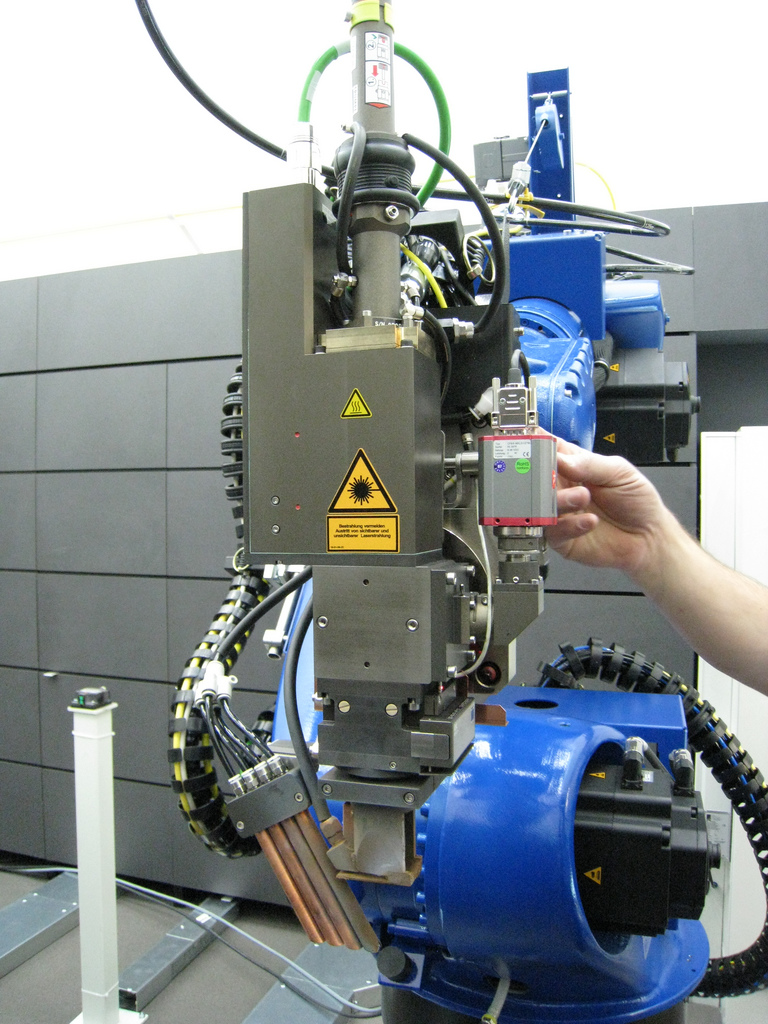
Processamento de metais: Corte a laser YAG

- Manipulação de pedras:

A indústria de cerâmica e pedras aplica robôs industriais nas diversas etapas de produção: da serragem (Brückensägen) de placas de pedra com fresa a ponte ao processamento 3D totalmente automático.

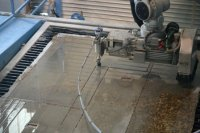
Processamento de pedras: corte de uma bancada de cozinha de quartzo com jato de água

## Volume de vendas
Volume de vendas do grupo (KUKA Roboter GmbH)
•	413 Mi Euro (2008)
•	330 Mi Euro (2009)
•	435 Mi Euro (2010)
•	616 Mi Euro (2011)
Gerência na KUKA Roboter GmbH:
CEO Manfred Gundel
CFO Michael Albert

## Volume de vendas (KUKA AG)
•	1.286 Mi Euro (2007)
•	1.266 Mi Euro (2008)
•	902 Mi Euro (2009)
•	1.078 Mi Euro (2010)
•	1.435 Mi Euro (2011)

Gerência na KUKA AG:
CEO Dr. Till Reuter
CFO Peter Mohnen

## Trivialidades

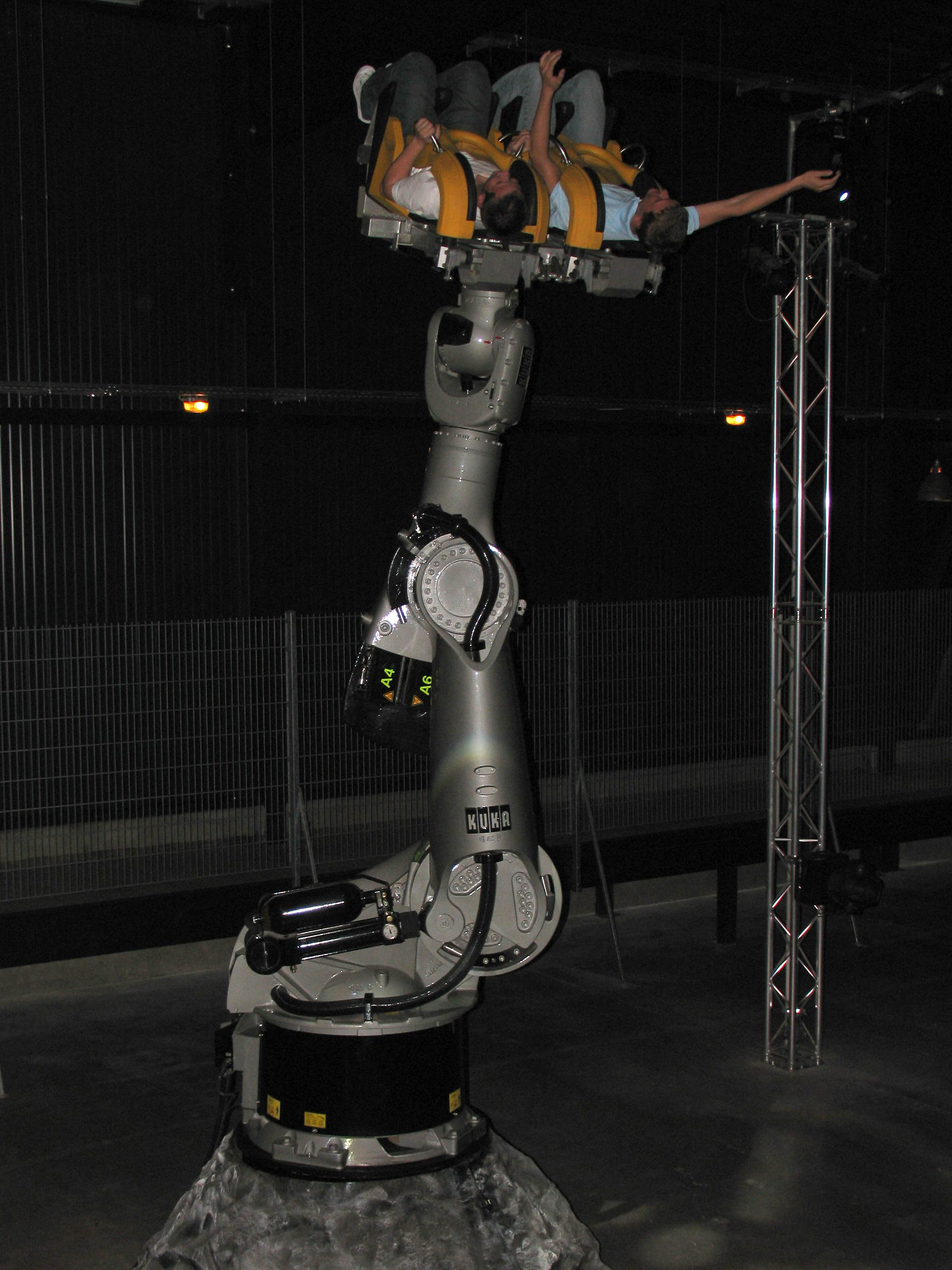
O Robocoaster da KUKA é uma diversão de parques temáticos, baseada em um robô industrial.

Os robôs industriais da KUKA aparecem também no cinema. No filme de James Bond - Die Another Day (2002), os robôs estão no palácio de gelo em Islândia para ameaçar com os raios laser a agente da NSA Jinx, interpretada por Halle Berry. No filme The Da Vinci Code (2006), em uma tomada, um robô da KUKA entrega ao ator Tom Hanks um recipiente com um criptex. Além disso, o Robocoaster se usa em diversões em parques temáticos.